# Kalpé-Om
El Kalpé-Om es un objeto mágico ficticio, que aparece en las páginas de la historieta de Karmatrón y los Transformables. El Kalpé-Om fue creado por el Gran Espíritu para ser otorgado al Guerrero Kundalini destinado a convertirse en el Karmatrón de ese universo. Éste cinturón es el que permite que Zacek (y otros elegidos más) se transforme(n) en el Guerrero Kundalini más poderoso de su dimensión, al enunciar el mantra sagrado que lo activa: La' yume' num t'ox muk' il in ti'al . 

## Descripción
El Kalpé-Om es un cinturón de color rojo, de unos 50 o 60 centímetros de largo, con una hebilla en forma triangular que muestra un símbolo del yin y yang. El Kalpé parece hecho de un material místico resistente, con un brillo similar al vinilo y una flexibilidad similar al cuero. A lo largo de la serie de Karmatrón, Zacek usó tres Kalpés que, a su vez, venían acompañados de sus respectivas armaduras sagradas. Los primeros dos eran simples, exactamente como han sido descritos, pero el tercer Kalpé tenía un diseño más elaborado que mostraba compartimentos rectangulares a lo largo de la correa, mismos que, al parecer, no tenían una función práctica y sólo indicaban que ese tercer Kalpé era más poderoso y sofisticado.

## Poderes
Como ya se ha dicho, el Kalpé-Om otorgado a Zacek del Planeta Zuyua es lo que le permite transformarse en Karmatrón, y le permite almacenar energía para darle poder a su armadura. Cuando la energía de Karmatrón se agota, el Kalpé brilla intensamente, hasta que Zacek reciba una nueva carga de prana.
El Kalpé-Om es indestructible por medios convencionales. Ni un infierno nuclear, ni la desintegración molecular ni ningún trauma físico puede afectarlo. Una vez, el emperador Asura logró dañar el primer Kalpé usando su inmenso poderío místico, en un enfrentamiento con Karmatrón en el ahora extinto Planeta Naacal. La razón más probable de que el emperador Asura sí fuera capaz de dañarlo es que Asura, como guerrero del mal, es capaz de usar energía espiritual negativa, una especie de prana maligno que es la mayor debilidad de los Guerreros Kundalini. 
Sólo su dueño puede usar el Kalpé, y no responderá a nadie más. Si un ser maligno lo usa, el Kalpé castigará esa acción con una descarga de energía positiva, muy dañina para seres malvados. Una vez, Asura y el Amo de las Tinieblas lograron capturar y convertir a Zacek en un guerrero maligno. En aquella ocasión, Asura trató de usar el (segundo) Kalpé-Om, sin saber a lo que se exponía. Una vez descubriendo el desagradable efecto que tiene el Kalpé en los servidores del mal, Asura y el Amo de las Tinieblas le pidieron al Zacek maligno que lo usara, buscando tener un Karmatrón a su servicio. El Kalpé, inesperadamente, desconoció a Zacek, y soltó una poderosa descarga de energía positiva que le resultó muy dolorosa. Asura sugirió entonces que Zacek intentara decir el mantra sagrado al revés, lo cual surtió el efecto esperado, "negativizando" el Kalpé-Om (esto se simbolizó mostrando la insignia de la hebilla del Kalpé como un círculo completamente negro). La armadura sagrada también fue afectada, convirtiéndose ahora en una armadura totalmente negra impulsada por energía del mal. Este Karmatrón Negro dio muchos problemas a los héroes de la revista, hasta que hallaron la forma de restituir a Zacek a la normalidad.